# 本江村
本江村（ほんごうむら）は、かつて富山県射水郡にあった村。現在は射水市本江地区となっている。

## 地理
北側は富山湾に面する。

## 沿革
- 1889年（明治22年）4月1日 - 町村制の施行により、射水郡打出本江村、利波新村、針山新村、中新村、針山後新村、三十三箇村の区域の一部及び婦負郡針山新村の区域をもって、射水郡打出本江村（うちでほんごうむら）が発足する。
- 1915年（大正4年）1月1日 - 本江村に名称を変更する。
- 1953年（昭和28年）4月1日 - 新湊市に編入する。